# 昂迪涅
昂迪涅（法語：Andigné，發音：[ɑ̃diɲe] ⓘ）是法国曼恩-卢瓦尔省的一个旧市镇，属于瑟格雷区。2016年1月1日，昂迪涅与市镇勒利翁当热合并为新市镇勒利翁当热，成为了新勒利翁当热的委派市镇。

## 地理
昂迪涅（47°39'56"N, 0°46'51"W）面积6.63 平方千米，位于法国卢瓦尔河地区大区曼恩-卢瓦尔省，该省份为法国西部内陆省份，大致对应安茹地区，北起顺时针与马耶讷省、萨尔特省、安德尔-卢瓦尔省、维埃纳省、德塞夫勒省、旺代省、大西洋卢瓦尔省和伊勒-维莱讷省接壤。
与昂迪涅接壤的市镇（或旧市镇、城区）包括：乌东河畔拉沙佩勒、勒利翁当热、卢韦讷。
昂迪涅的时区为UTC+01:00、UTC+02:00（夏令时）。

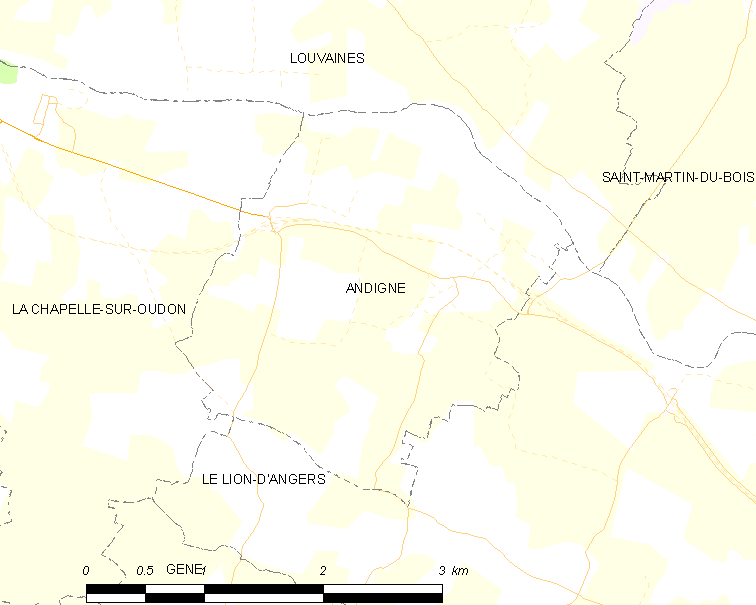
昂迪涅的OSM定位图

## 行政
昂迪涅的邮政编码为49220，INSEE市镇编码为49005。

## 政治
昂迪涅所属的省级选区为蒂耶尔塞县。

## 人口

1962-2008年间昂迪涅人口变化图示

昂迪涅于2018年1月1日时的人口数量为417人。